# Krzekoty
Krzekoty est un village polonais de la voïvodie de Varmie-Mazurie, dans le powiat de Braniewo.